# はがきデザインキット
はがきデザインキットは、日本郵便がインターネット上で無料提供するはがき作成ソフトウェアである。
直感的な操作で誰でも簡単にはがきを作成できることを特徴としている。自宅のプリンターで印刷するほか、有償の印刷サービスや投函サービスを利用することもできる。

## 種別

### インストール版
PC向けのバージョン。Adobe AIRのアプリであるため、WindowsやMacOSなどプラットフォームを問わず利用できる。2008年10月の最初のバージョンからバージョン2021まで提供されていたが、Adobe社がAdobe AIRのサポートを2020年12月末に終了したのと同時期に提供を終了した。終了後は住所録を書き出す機能のみが使用できる。

### スマホアプリ版
スマホで撮りためた写真を呼び出して手軽に作成できることが特徴である。2012年12月1日からAndroidおよびiOS向けに提供されている。

### ウェブ版
ブラウザのみを使用してオンラインでデザインから投函まで行える。2015年10月より提供開始。2020年1月31日にサービスを終了したが、2021年11月1日より再び提供開始。

## バージョン履歴
年賀状デザインキット
- 2008年10月28日、年賀特設サイト「郵便年賀.jp」のコンテンツの一つとして公開[3][4]。
- 住所録はCSV形式のファイルをインポートすることができる。

はがきデザインキット2010
- 2009年末、公開[5]。
- 宛名印刷用にモリサワの有料フォントを内蔵しており、無償で利用できる。

はがきデザインキット2011
- 2010年11月1日公開[6]。

はがきデザインキット2012
- 2011年11月1日公開[7]。

はがきデザインキット2013
- 2012年11月1日公開[8]。

はがきデザインキット2014
- 2013年11月1日公開[9]。

はがきデザインキット2015
- 2014年10月30日公開[10]。

はがきデザインキット2016
- 2015年10月29日公開[11]。
- 従来からのものをインストール版と呼び、新たに、PCにインストールすることなくブラウザのみで利用できるウェブ版、iPhoneやAndroidに対応したスマホアプリ版を公開した。

はがきデザインキット2017
- 2016年11月1日、インストール版、スマホアプリ版、ウェブ版を公開[12]。

はがきデザインキット2018
- 2017年11月1日、インストール版、スマホアプリ版、ウェブ版を公開[13]。
- 印刷時の画質が向上した。
- 過去バージョンで作成したファイルをこのバージョンで印刷しようとするとレイアウトが崩れることがある。
- 2018年1月31日サービス終了。

はがきデザインキット2019
- 2018年11月1日、インストール版、スマホアプリ版、ウェブ版を公開[14]。
- 2019年1月31日サービス終了。

はがきデザインキット2020
- 2019年11月1日、インストール版、スマホアプリ版、ウェブ版を公開。
- このバージョンをもってウェブ版のサービス提供が終了した[15]。(のちに2021年11月に再開される。)
- 2020年1月31日サービス終了。

はがきデザインキット2021
- 2020年10月29日、インストール版、スマホアプリ版を公開。
- インストール版が提供された最後のバージョンである。今期のサービス終了後は住所録を書き出す機能のみが利用できる[16]。
- 2021年1月29日サービス終了。

はがきデザインキット2022
- 2021年11月1日、スマホアプリ版、ウェブ版を公開。
- 2022年1月31日サービス終了。

はがきデザインキット2023
- 2022年11月1日、スマホアプリ版、ウェブ版を公開。
- 印刷注文機能、宛名面の印刷用データ提供機能は廃止され、デザインデータを作成し、⾃宅プリント⽤としてPDF形式でダウンロードするか、コンビニ印刷する機能に限定された[17]。
- 2023年1月31日サービス終了。

はがきデザインキット2024
- 2023年11月1日、スマホアプリ版、ウェブ版を公開。
- 2024年1月31日サービス終了。

はがきデザインキット2025
- 2024年11月1日、スマホアプリ版、ウェブ版を公開。
- 2025年1月31日サービス終了。